# PSAT
PSAT (Power System Analysis Toolbox) es una caja de herramientas (toolbox) para Matlab y GNU Octave que permite realizar análisis de sistemas de potencia. Esta caja de herramientas permite incorporar sistemas eléctricos de potencia mediante un entorno gráfico basado en Simulink. Fue desarrollado por el profesor Federico Milano del grupo de sistemas de potencia de la universidad canadiense de Waterloo.

## Versiones
La versión 2.0 del programa fue lanzada en 
Permite realizar estudios e incorporaciones: 
- Flujo de potencia
- Flujo de potencia óptimo
- Estabilidad de pequeña señal
- Simulaciones en el dominio del tiempo
- Modelos insertados por el usuario
- Modelos de FACTS